# Otto Findeisen
Pour les articles homonymes, voir Findeisen.
Otto Karl Findeisen, né le 23 décembre 1862 à Brünn, en margraviat de Moravie, dans l'empire d'Autriche, et décédé le 25 janvier 1947 à Leipzig est un chef d'orchestre et compositeur allemand.

## Biographie
Né à Brünn, Otto Findeisen reçoit son éducation musicale au Conservatoire de Vienne, où il est particulièrement encouragé par Anton Bruckner. En 1882, il commence une carrière comme chef d'orchestre dans divers localités de la Bohème, au Carltheater de Vienne, au Wilhelm-théâtre de Magdebourg, au théâtre municipal de Ratisbonne, au Carl Schultze-Theater à Hambourg et au théâtre municipal de Wroclaw. En outre, des tournées de concerts le conduisent en Amérique du Nord et en Russie. En 1902, Findeisen est engagé comme chef d'orchestre au théâtre municipal de Leipzig. Otto Findeisen décède en janvier 1947 à Leipzig, à l'âge de 84 ans.

## Œuvres principales (Opérettes)
- Hennings von Treffenfeld, Magdebourg, 1891
- Kleopatra, Hambourg, 1897
- Der Spottvogel, Brême, 1898
- Der Sühneprinz, Leipzig, 1904
- ’s Poussierschlössel, Leipzig, 1907
- Sonnenguckerl, Vienne, 1908
- Meister Pinkebank, Vienne, 1909
- Die goldene Gans, Leipzig, 1910
- Das tapfere Schneiderlein, Leipzig, 1911
- Jung Habenichts und das Silberprinzesschen, Dresde, 1913

## Source de la traduction
- (de) Cet article est partiellement ou en totalité issu de l’article de Wikipédia en allemand intitulé « Otto Findeisen » (voir la liste des auteurs).